# Socialistes de gauche
 (avril 2009).
Si vous disposez d'ouvrages ou d'articles de référence ou si vous connaissez des sites web de qualité traitant du thème abordé ici, merci de compléter l'article en donnant les références utiles à sa vérifiabilité et en les liant à la section « Notes et références ».
Les Socialistes de gauche (en danois : Venstresocialisterne, abrégé en VS) sont un parti politique danois fondé en 1967 et disparu en septembre 2013.
Il est issu d'une scission du Parti populaire socialiste danois.
Un de ses principaux acteurs est Preben Wilhjelm, qui doit se retirer après 8 ans de présence au Parlement danois, les représentants de ce parti ne devant jamais, par principe, rester trop longtemps dans leurs fonctions. Hanne Reintoft est aussi un de ses membres les plus actifs.
VS s'allia en 1989 avec le Parti communiste du Danemark et SAP[Quoi ?], Parti socialiste des travailleurs pour former le parti la Liste de l'unité représentée au parlement à partir de 1994. Le 8 septembre 2013, les Socialistes de gauche se dissolvent, expliquant qu'ils ne veulent pas être un « parti au sein du parti ».

## Dirigeants
Les Socialistes de gauche possèdent une direction collective.